# 魏彦
魏彦（？—？），字惠卿，钜鹿郡下曲阳县（今河北省晋州市）人，出自钜鹿魏氏西祖，北魏官员。

## 生平
魏彦博学擅长写文章，赵郡王元干征辟魏彦出任开府参军，广陵王元羽征辟魏彦出任记室，魏彦都不去上任。陈留公李崇非常看重魏彦，引荐魏彦出任镇西参军事。李崇讨伐反叛的氏祖杨灵珍、反叛的蛮族鲁北燕时，又请魏彦出任记室参军。中山王元英征讨淮南，又请魏彦出任记室参军。魏军返回后，魏彦请求出任著作郎，想建立不朽的事业。魏彦认为《晋书》的编纂者有很多家，体裁繁杂，想要纠正他们的错误，删除他们浮而不实的话，总编成一家的典籍。不久彭城王元勰听说李崇称赞魏彦，再度请魏彦出任掾属，兼任主客郎中，魏彦写书的计划就没实现。元勰遇害后，魏彦回到家乡。清河王元怿再度引荐魏彦出任谘议，元怿地位和名望都很高，深受有权势且得到帝王宠爱的奸佞之人憎恨，魏彦担心牵连元怿的祸患，就以患病坚决拒绝元怿的征召。魏孝明帝元诩初年，魏彦出任骠骑长史，不久转任光州刺史，虚龄六十八岁时去世。

## 家庭

### 父亲
- 魏钊，北魏建忠将军、义阳郡太守

### 子女
- 魏伯胤
- 魏长贤，北齐屯留县县令
- 魏德振